# Маккейб, Кевин
Кевин Маккейб (англ. Kevin McCabe) — американский экономист, один из ведущих специалистов в области нейроэкономики.
Окончил Университет Вилланова (1976). Доктор философии Пенсильванского университета (1985). Работал в Аризонском университете (1982—1990 и 1996—2001) и Миннесотском университете (1990—1996). С 2001 года профессор экономики и права университета Джорджа Мэйсона, директор Центра исследований нейроэкономики, член совета директоров Международного фонда экспериментальных экономических исследований.

## Основные труды
- «Нейроэкономика» (Neuroeconomics, 2003);
- «Стратегический анализ участников игр: какую информацию они используют?» (Strategic Analysis by Players in Games: What Information Do They Use? 2003, в соавторстве с В. Смитом)